# フレッド・バーナード
フレッド・バーナード（Frederick (Fred) Barnard 、1846年5月16日 - 1928年9月28日）はイギリスの画家、挿絵画家である。

## 略歴
ロンドンで生まれた。ロンドンのトマス・ヘザリーの美術学校（Heatherley School of Fine Art）で学んだ後、パリに渡り、レオン・ボナに学んだ。ロイヤル・アカデミー・オブ・アーツの展覧会に出展にも出展しているが、バーナードは挿絵画家として知られている。
「パンチ」、「イラストレイテド・ロンドン・ニュース」、「ハーパーズ・ウィークリー」などの出版物に挿絵を描いた。1871年に出版社のChapman & Hallから依頼を受けて、チャールズ・ディケンズの9巻の家族向け版全集の挿絵を描いた。バーナードはこのシリーズのために8年間で450点の挿絵を描いた。ディケンズの作品に付けられた挿絵としてはそれまで、ハブロット・ナイト・ブラウン（Hablot Knight Browne :1815–1882)のものが知られていたが、バーナードは2人の登場人物の関係を描くなどの工夫をした。ディケンズ以外の著作の挿絵も描いた。 
1870年にマイケル・ファラディの姪のアリス・ファラディ（Alice Faraday :1847–1924)と結婚し、3人の子供が生まれた。画家のジョン・シンガー・サージェントとバーナード家は親しく、サージェントの描いた家族の肖像画が残されている。

## 作品

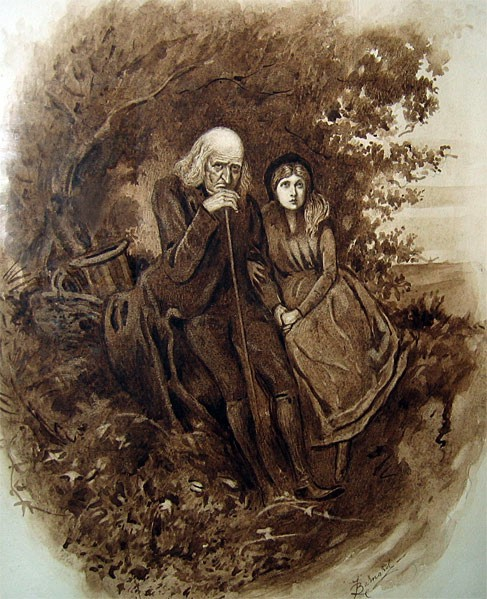
ディケンズ『骨董屋』の挿絵
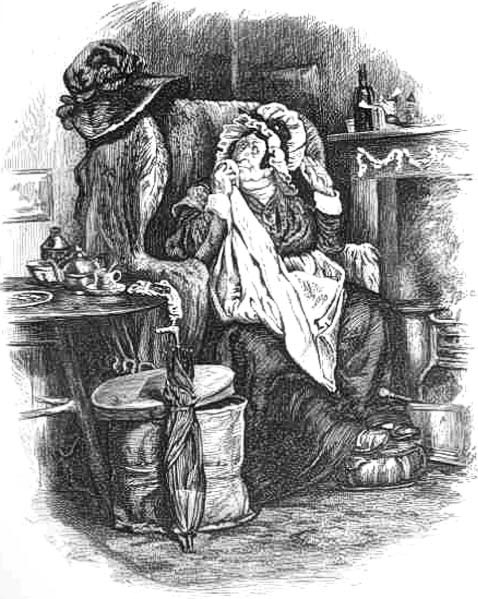
ディケンズ『マーティン・チャズルウィット』の挿絵
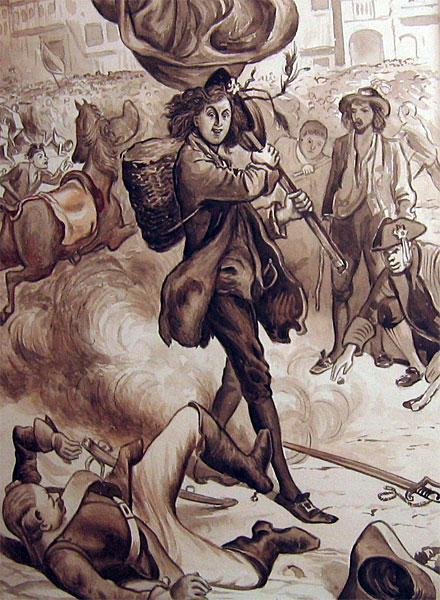
ディケンズ『バーナビー・ラッジ』の挿絵
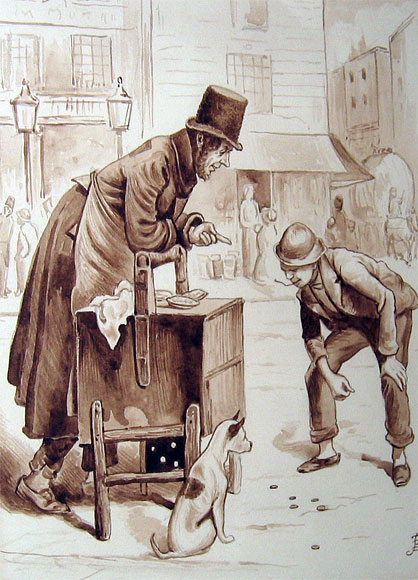
ディケンズ『ドンビー父子』の挿絵
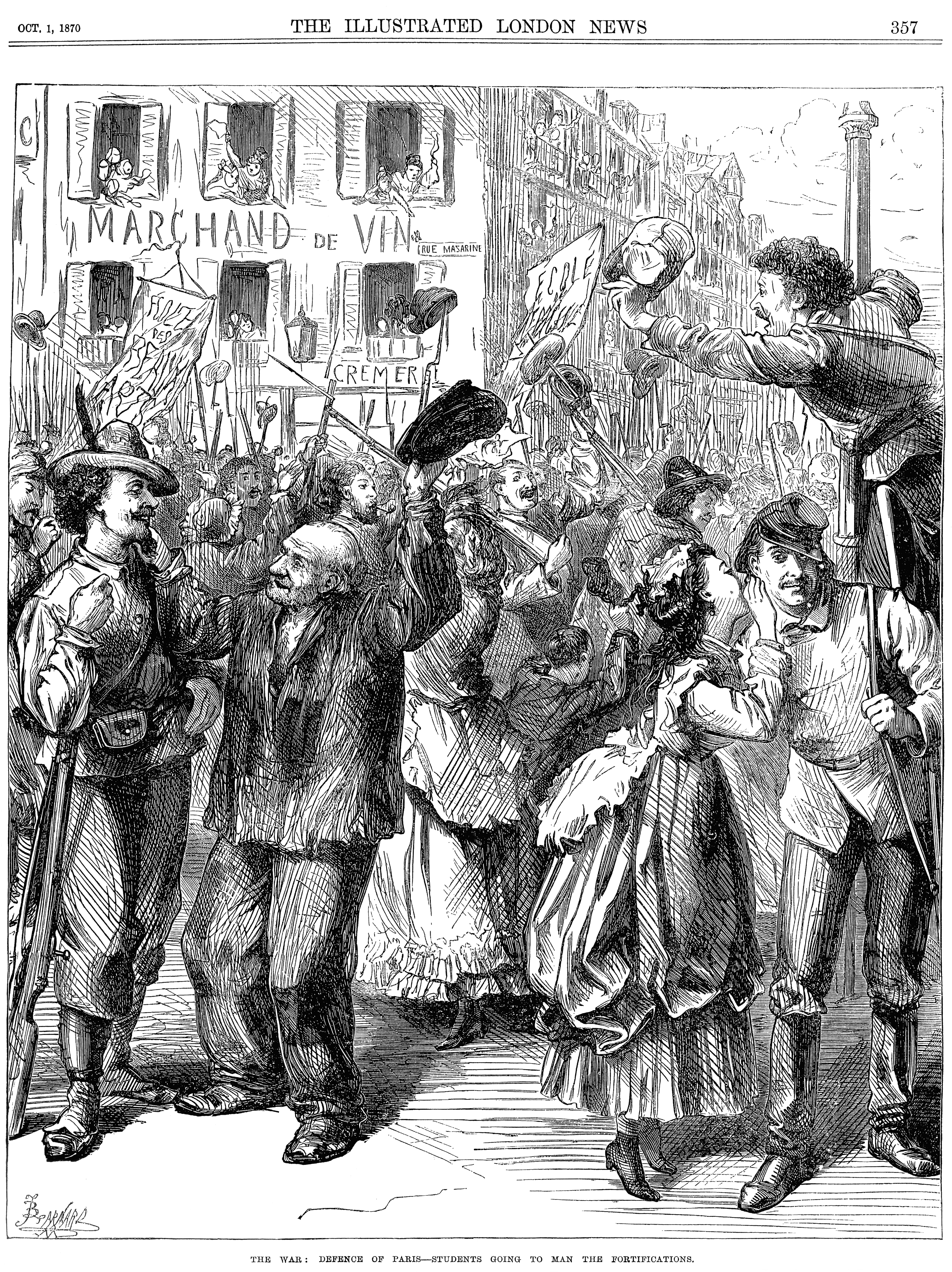
新聞の挿絵、普仏戦争
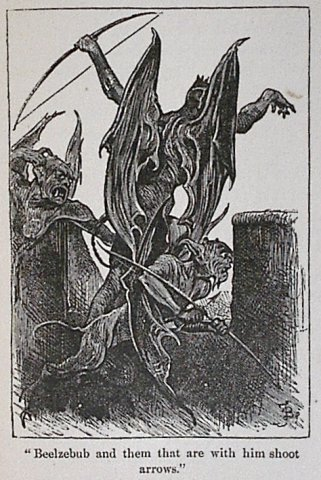
ジョン・バニヤン『天路歴程』の挿絵
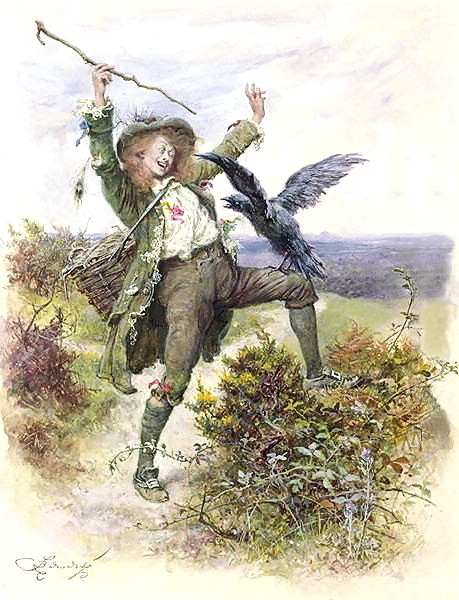
『バーナビー・ラッジ』
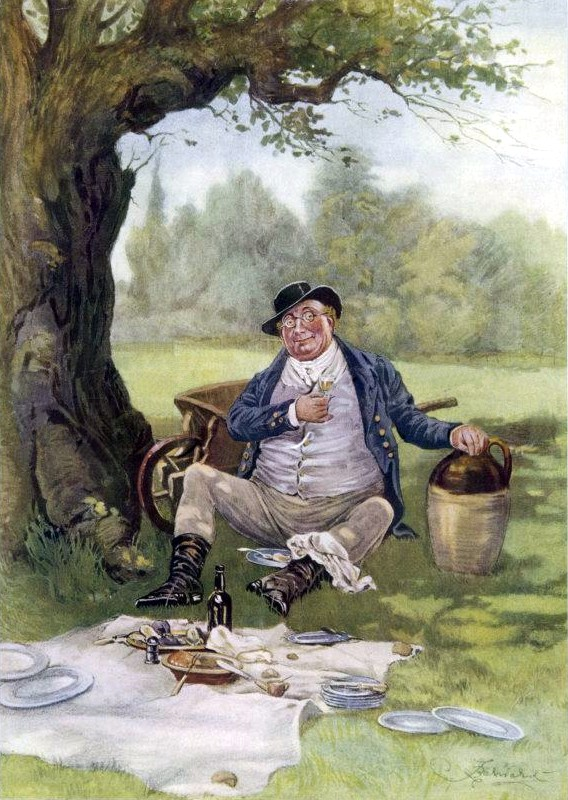
ディケンズ『ピックウィック・ペイパース』